# Trait soviétique
Ne doit pas être confondu avec Trait russe.
Le trait soviétique (russe : Сове́тский тяжелово́з, Sovietski tiajelovoz) est une race de chevaux de trait originaire d'URSS.

## Histoire
La race descend de croisements réalisés à la fin du XIXe siècle, entre des juments de races locales et des étalons brabançons (Trait belge), puis des juments percheronnes, ardennaises, Suffolk Punch et d'autres. Elle est issue de sélections menées à partir des années 1940 dans la région de Vladimir et de Iaroslavl, notamment au haras de Khrenov puis plus tard à celui de Pochinkozsk. La race est nommée et officiellement reconnue comme trait lourd en 1952. Les mêmes méthodes de sélection aboutissent à la création des races du Trait estonien et du Trait lituanien.
Il est considéré comme une réussite zootechnique, et un exemple des progrès de la science agricole en URSS.

## Description

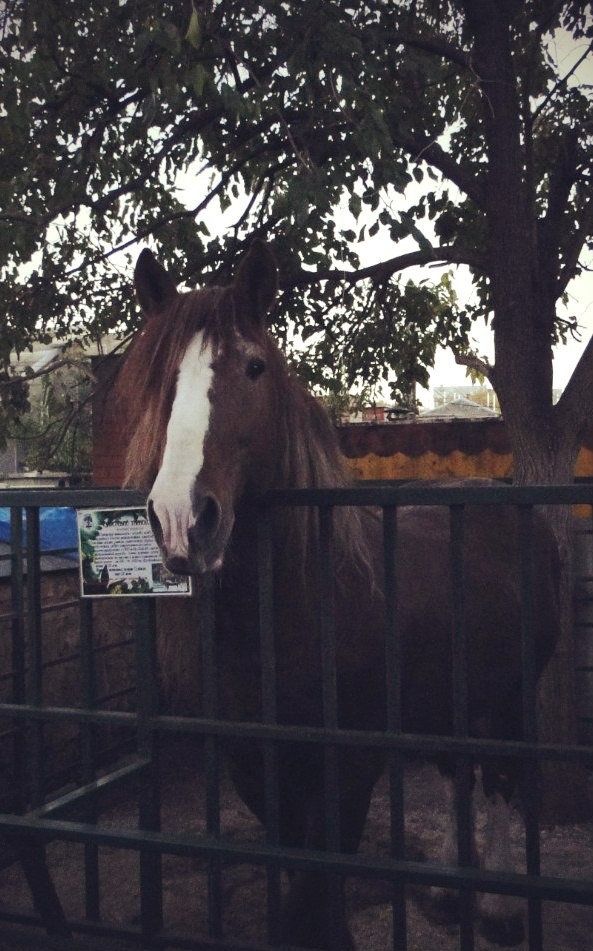
Tête d'un trait soviétique au zoo de Sébastopol

La taille moyenne est respectivement de 1,60 m chez les femelles et 1,63 m chez les mâles, pour un poids de 700 à 850 kg. Ce cheval atteint sa maturité plus rapidement que d'autres races de trait, mais est également moins résistant.
La robe est généralement alezane, baie ou bai-brune.

## Utilisations
Il est essentiellement destiné à la traction lourde, mais se révèle également un bon producteur de viande et de lait. Le trait soviétique est le cheval de trait le plus utilisé dans l'ex-URSS. Il y est mis au travail dans les champs et les fermes coopératives. Ce cheval est toujours utilisé pour le transport de charges lourdes (transport du lait) à la campagne.

## Diffusion de l'élevage
Il est surtout présent dans la partie européenne de l'URSS. Sa zone d'élevage est très étendue, puisqu'elle couvre les régions de Yaroslavl, Vladimir, Gorki, Penza, Ryazan, Tula, Tambov, Voronej, Orel et Mordovia. En 1980, l'effectif recensé est de 35 039 chevaux, dont 9 975 de pure race, parmi lesquels 10 femelles élevées en race pure. Par ailleurs, l'ouvrage Equine Science (4e édition de 2012) le classe parmi les races de chevaux de trait peu connues au niveau international.